# Mesacanthion donsitarvae
Mesacanthion donsitarvae is een rondwormensoort uit de familie van de Thoracostomopsidae.